# Айстрові
А́йстрові (Asteraceae) або Складноцвіті (Compositae)  — родина рослин, найбагатша за кількістю видів серед евдикотів: включає понад 30 000 видів, які входять у майже 2 000 родів (докладніше див. Список родів родини айстрових). Її представники поширені на всіх континентах (крім Антарктиди) і зустрічаються у різних рослинних угрупованнях. У флорі України зустрічається 695 видів, що належать до 121 роду. Серед Айстрових трапляються такі життєві форми як трави, напівкущі, кущі, рідше дерева (наприклад, скалезія, брахілена), представники цієї родини можуть бути епіфітами або сукулентами.

## Пагін

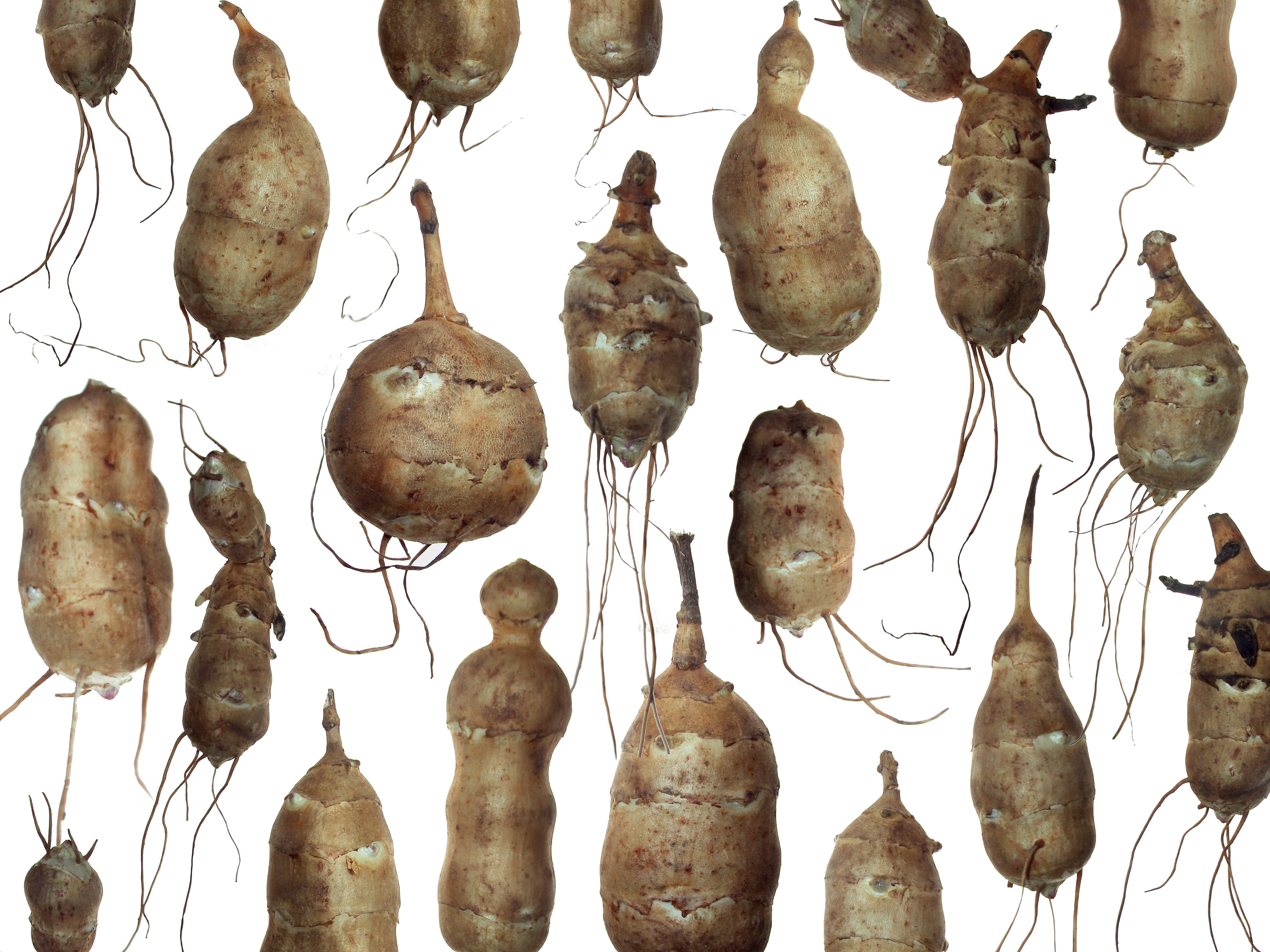
Підземні стеблові бульби топінамбура

Пагони з почерговим розміщенням листків (рідше — супротивним або мутовчастим). Інколи листки розміщені у вигляді прикореневої розетки. Листки прості або складні, без прилистків, бувають голко- або лускоподібними. Стебла і листки часто вкриті волосками чи шипами (осот, нетреба, будяк).
У деяких представників трапляються видозміни пагона — наприклад, підземна бульба (топінамбур), кореневище (осот).

## Суцвіття

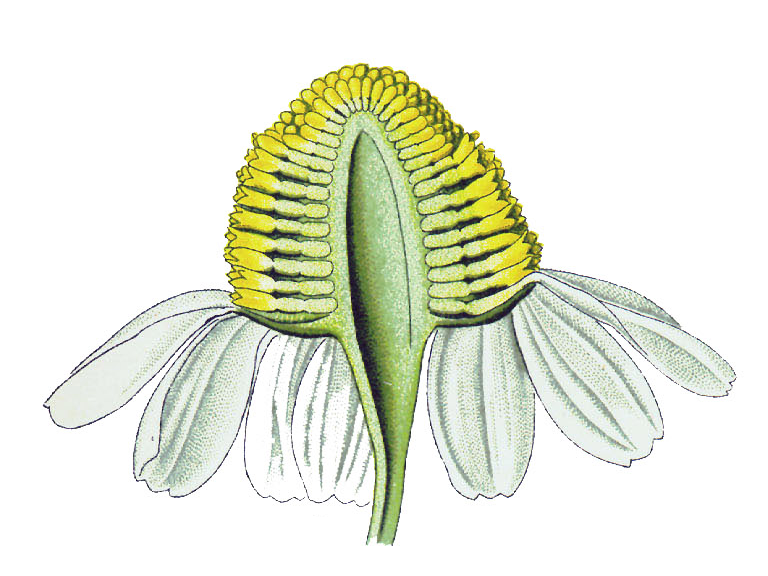
Схема перерізу через суцвіття ромашки лікарської

Суцвіття — кошик (найхарактерніша ознака родини), що на перший погляд схожі на окремі квітки, саме завдяки цьому типу суцвіття родина Айстрові має ще одну (застарілу) назву — Складноцвіті. Зрідка дрібні кошики можуть бути зібрані у складні суцвіття такі, як складний щиток (у пижма) або волоть.
До складу кошика може входити від кількох до тисячі і більше квіток, наприклад, у соняшника їх близько півтори тисячі. Діаметр суцвіття — від 1 мм (полин) до 70 см (соняшник).

## Будова квітки
Квітки у кошику різні за будовою і виглядом: одностатеві, двостатеві чи нестатеві (стерильні). Маточка одна, утворена зростанням двох плодолистків, зав'язь нижня, приймочка дволопатева. 5 тичинок зростаються між собою у ділянці пиляків, що формують циліндр навколо стовпчика маточки. Коли приймочка і стовпчик ростуть крізь цей циліндр, пиляки відштовхуються назовні, що сприяє поширенню пилку і перешкоджає самозапиленню. Кожна квітка має свою подвійну оцвітину, але 5 чашолистиків розвинені дуже слабо, їхня вільна частина представлена волосками, зубчиками, лусками або причіпками. Віночок зрослопелюстковий, форма різноманітна.

### Типи квіток
За особливостями будови розрізняють язичкові, трубчасті, несправжньоязичкові та лійчасті квітки.
|                          | Трубчасті квітки — усі пелюстки в нижній частині зрощені у трубку, яка у верхній частині розширюється і закінчується 5-ма зубчиками у вигляді зірки; є 5 тичинок і маточка. Трубчастими, наприклад, є квітки у центральній частині суцвіття соняшника, ромашки, а також усі квітки череди.                     |
|                          | Язичкові квітки — також мають 5 тичинок та маточку, їхні пелюстки зростаються у вигляді язичка (звідси і назва), що на верхівці закінчується 5-ма зубчиками. Із язичкових квіток складається суцвіття кульбаби.                                                                                                |
|                          | Несправжньоязичкові квітки — зовні схожі на язичкові, але на верхівці їхнього віночка лише 3 зубчики; вони не мають тичинок, а часто — і маточки: їхнє яскраве забарвлення приваблює комах-запилювачів до суцвіття. Несправжньоязичкові квітки часто розміщуються по краю суцвіття і схожі до його «пелюсток». |
|                          | Лійчасті квітки — також слугують лише для приваблення комах-запилювачів, і тому не мають тичинок і маточки. Віночок утворений зрослими у вигляді лійки яскраво забарвленими пелюстками. |
| Суцвіття двогубих квіток | Двогубі квітки — зигоморфні двостатеві квітки із віночком поділеним на дві частки: коротшу із 1-2 зубцями і довшу із 3-4 Такі квіти зустрічаються, наприклад, у Trixis californica. |

Приклади варіантів поєднання квіток у суцвітті:
| Тільки трубчасті (у пижма) | Тільки язичкові (у кульбаби) | Трубчасті і несправжньоязичкові (у ромашки лікарської) | Трубчасті і лійчасті (у волошки) |
| Тільки трубчасті (у пижма) | Тільки язичкові (у кульбаби) | Трубчасті і несправжньоязичкові (у ромашки лікарської) | Трубчасті і лійчасті (у волошки) |

## Плід
Плід — сім'янка, часто із чубчиком (парашутиком), який утворений чашолистиками та слугує для розселення вітром (кульбаба). Насіння без ендосперму.

## Різноманітність і господарське значення

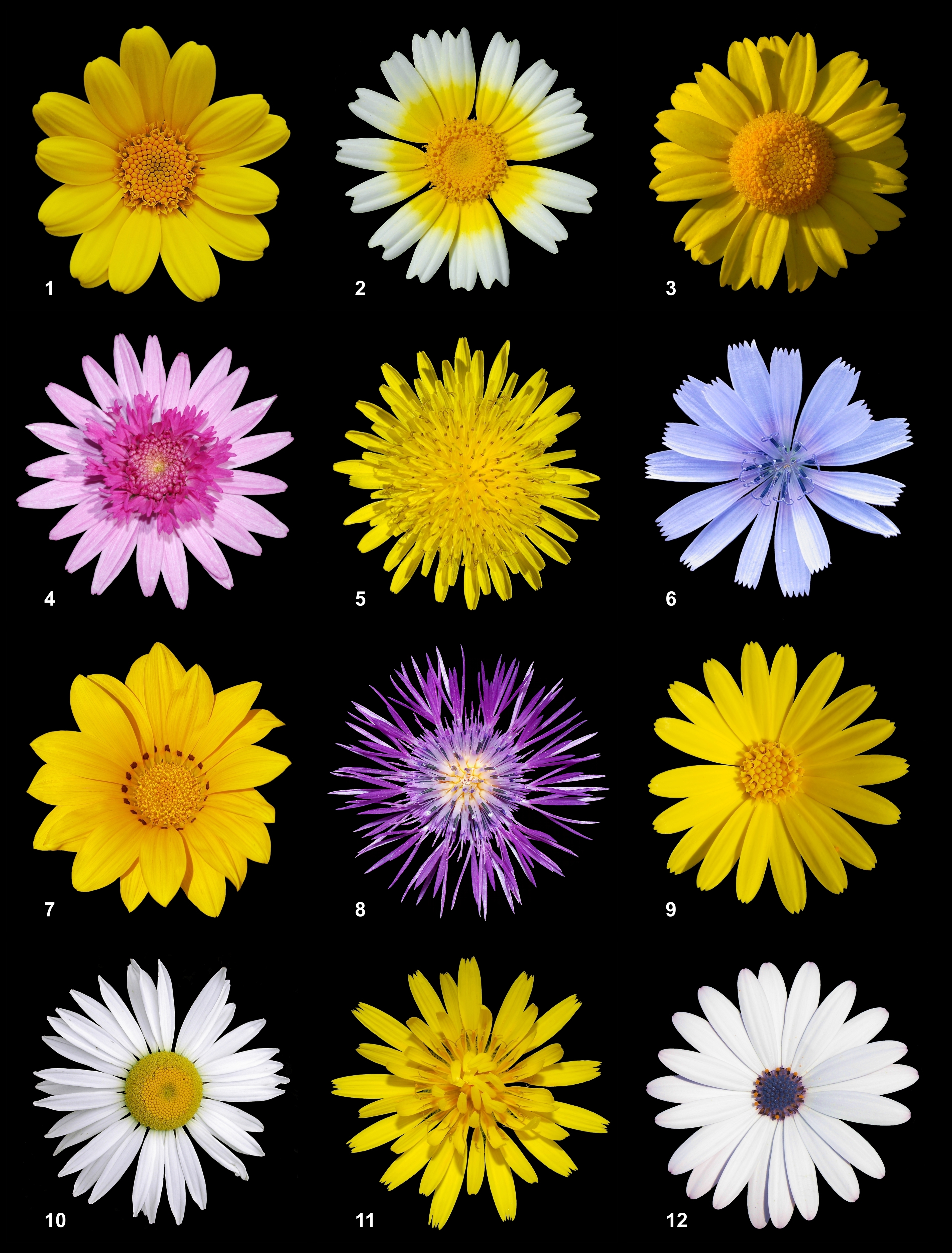
12 суцвіть айстрових

Серед айстрових багато овочевих культур: латук посівний, скорзонера, земляна груша — топінамбур. Соняшник — важлива олійна рослина. Із деяких айстрових виготовляють напої, що нагадують за смаком каву (цикорій, кульбаба). Кок-сагиз та тау-сагиз використовують як технічні культури для отримання каучуку. Піретрум є джерелом інсектицидів. Чорнобривці використовуються у деяких органічних господарствах, оскільки вважається, що їхнє коріння виділяє речовини, які відлякують нематод.
Багато айстрових вирощують як декоративні рослини (хризантеми, айстри, ромашки, жоржини, гербери, стокротки, чорнобривці, цинії), частина із них є лікарськими (ромашка лікарська, пижмо, деревій, кульбаба, полин, череда, нагідки, ехінацея). З одного із видів полину був вперше виділений сантонін — речовина, що використовуються для боротьби з глистами. Інший вид полину додають як приправу до м'яса.
Волошка, соняшник однорічний та деякі види золотушника входять до числа основних медодайних рослин.
Серед Айстрових багато бур'янів (осот, кульбаба, будяк, лопух, пушняк тощо). Окремі представники можуть бути небезпечними чи то отруйними (геленіум, жовтозілля, Ageratina altissima) для людини. Найбільш відома амброзія, точніше її пилок, який, потрапляючи у дихальні шляхи людини, спричиняє алергію.

## Систематика
Родина айстрових ділиться на 12 підродин, які в свою чергу діляться на триби та підтриби:

### ПідродинаAsteroideae
| - Триба Anthemideae - Підтриба Anthemidinae - Підтриба Artemisiinae - Підтриба Athanasiinae - Підтриба Cotulinae - Підтриба Glebionidinae - Підтриба Handeliinae - Підтриба Leucantheminae - Підтриба Leucanthemopsidinae - Підтриба Matricariinae - Підтриба Osmitopsidinae - Підтриба Pentziinae - Підтриба Phymasperminae - Підтриба Santolininae - Підтриба Ursiniinae - Триба Astereae - Триба Athroismeae - Триба Bahieae - Триба Calenduleae - Триба Chaenactideae - Триба Coreopsideae | - Триба Eupatorieae - Підтриба Adenostemmatinae - Підтриба Ageratinae - Підтриба Alomiinae - Підтриба Ayapaninae - Підтриба Critoniinae - Підтриба Disynaphiinae - Підтриба Eupatoriinae - Підтриба Fleischmanniinae - Підтриба Gyptidinae - Підтриба Hebecliniinae - Підтриба Hofmeisteriinae - Підтриба Liatrinae - Підтриба Mikaniinae - Підтриба Neomirandeinae - Підтриба Oaxacaniinae - Підтриба Oyxlobinae - Підтриба Piqueriinae - Підтриба Praxelinae - Підтриба Trichocoroninae | - Триба Feddeeae - Триба Gnaphalieae - Триба Helenieae - Триба Heliantheae - Триба Inuleae - Триба Madieae - Триба Millerieae - Триба Neurolaeneae - Триба Perityleae - Триба Polymnieae - Триба Senecioneae - Підтриба Abrotanellinae - Підтриба Othonninae - Підтриба Senecioninae - Підтриба Tussilagininae - Триба Tageteae |

### ПідродинаCarduoideae
| - Триба Cardueae - Підтриба Cardopatiinae - Підтриба Carduinae - Підтриба Carlininae - Підтриба Centaureinae - Підтриба Echinopsinae | - Триба Dicomeae - Триба Oldenburgieae - Триба Tarchonantheae |

### ПідродинаCichorioideae
| - Триба Arctotideae - Підтриба Arctotidinae - Підтриба Gorteriinae - Триба Cichorieae - Підтриба Chondrillinae - Підтриба Cichoriinae - Підтриба Crepidinae - Підтриба Hieraciinae - Підтриба Hyoseridinae - Підтриба Hypochaeridinae - Підтриба Lactucinae - Підтриба Microseridinae - Підтриба Scolyminae - Підтриба Scorzonerinae - Підтриба Warioniinae | - Триба Eremothamneae - Триба Liabeae - Підтриба Liabinae - Підтриба Munnoziinae - Підтриба Paranepheliinae - Підтриба Sinclairinae - Триба Moquinieae - Триба Platycarpheae | - Триба Vernonieae - Підтриба Centrapalinae - Підтриба Centratherinae - Підтриба Chrestinae - Підтриба Dipterocypselinae - Підтриба Distephaninae - Підтриба Elephantopinae - Підтриба Erlangeinae - Підтриба Gymnantheminae - Підтриба Hesperomanniinae - Підтриба Leiboldiinae - Підтриба Lepidaploinae - Підтриба Linziinae - Підтриба Lychnophorinae - Підтриба Mesanthophorinae - Підтриба Pacourininae - Підтриба Piptocarphinae - Підтриба Rolandrinae - Підтриба Sipolisiinae - Підтриба Stokesiinae - Підтриба Trichospirinae - Підтриба Vernoniinae |

### ПідродинаCorymbioideae
- Триба Corymbieae

### ПідродинаGochnatioideae
- Триба Gochnatieae

### ПідродинаGymnarrhenoideae
- Триба Gymnarrheneae

### ПідродинаHecastocleidoideae
- Триба Hecastocleideae

### ПідродинаMutisioideae
| - Триба Mutisieae | - Триба Nassauvieae | - Триба Onoserideae |

### ПідродинаPertyoideae
- Триба Pertyeae

### ПідродинаStifftioideae
- Триба Stifftieae

### ПідродинаWunderlichioideae
| - Триба Hyalideae | - Триба Wunderlichieae |